# Assemblée constituante vaudoise
Pour les articles homonymes, voir Assemblée constituante.
L'Assemblée constituante vaudoise a été élue par le peuple du canton de Vaud en Suisse le 7 février 1999. Son but était d'écrire une nouvelle constitution pour ce canton. La précédente constitution datait du 1er mars 1885.
La Constituante a siégé de 1999 à 2002. Elle adopte le nouveau projet de Constitution le 17 mai 2002 en assemblée plénière, à l'appel nominal, par 135 voix contre 16 oppositions et 10 abstentions.

## Travaux
Le 7 juin 1998, après une crise financière et politique, une votation populaire approuve une révision de la constitution, vieille de 113 ans.
Les nouveautés sont la réduction du nombre de membres du Grand Conseil, dont le mandat passe à cinq ans, l'instauration d'un tribunal constitutionnel, des fédérations de communes et d'une Cour des comptes. Le nombre des districts est réduit. Plusieurs droits sociaux sont institués comme l'assurance maternité. Les catholiques sont placés au même niveau que les protestants, en abolissant le monopole de l'Église réformée et remplace Dieu par la Création,.
Le texte est accepté en votation populaire le 22 septembre 2002. La nouvelle Constitution est entrée en vigueur le 14 avril 2003, le bicentenaire de la première réunion du Grand Conseil suite à l'acte de Médiation,.

## Composition
L'assemblée était composée de 180 constituants dont 66 femmes et 114 hommes.
Elle comprenait 8 groupes politiques :
- Radical : 48 membres
- Forum (socialistes et indépendants) : 43 membres
- Libéral et indépendants : 33 membres
- Renouveau Centre (UDC et indépendants) : 19 membres
- Les Verts et indépendants : 18 membres
- Vie associative : 9 membres
- Agora (POP et indépendants) : 7 membres
- À propos : 4 membres

### Coprésidence
- Yvette Jaggi
- Jean-François Leuba
- René Perdrix

### Comité
- François Cherix
- Charles-Henri de Luze
- Pascal Dessauges
- Sébastien Fague
- Christelle Luisier
- Marie-Hélène Martin
- Josef Zisyadis
- Jacques Zwahlen

### Archives
- Fonds : Assemblée constituante de 2003 [9,60 linéaires, 147 chemises, 88 classeurs, 2 boîtes, 3 tee-shirts, 61 affiches, 2 disquettes, 13 enregistrements sonores et visuels].  Cote : CH-000053-1 SD 1. Archives cantonales vaudoises (présentation en ligne).